# Budopädagogik
Budopädagogik ist ein „sonder“-pädagogisches und -therapeutisches Konzept, das traditionelle asiatische Kampf- und Wegkünste (Budo, -do) zielgruppenspezifisch einsetzt, um durch Einzelmaßnahmen ausgewählte (sozial- und im weiteren Sinne heil-) pädagogische Ziele zu erreichen. Dabei betrachtet die Budopädagogik jeden Teilnehmer einer Maßnahme zur Persönlichkeitsförderung und Verhaltensschulung aus einem ganzheitlichen Blickwinkel bezüglich sozialer (kultureller), biotischer (physischer) und mentaler (psychischer) Störungs- und Heilfaktoren.

## Herkunft
Die Disziplin der Budopädagogik wurde vom promovierten Erziehungswissenschaftler und Karate-Do-Lehrer Dr. phil. Jörg-Michael Wolters ins Leben gerufen; die Entstehung beruht vor allem auf seiner Pilotstudie (Dissertation), in der er die erfolgreiche Therapie von gewalttätigen, straffälligen Jugendlichen durch ein auf Budo/Kampfkunst basierendes Training untersucht, evaluiert und die sozialerzieherische Bedeutsamkeit empirisch herausgearbeitet hat.

## Definition
Budopädagogik ist nicht identisch und in keiner Weise auch nur verwandt mit der sogenannten Budo-"Sport"-Pädagogik (Budo und Sport sind absolute Gegensätze; eine Verbindung beider ist aufgrund des Fehlens der wesentlichen Grundlagen (siehe unten) unmöglich; Budo). Budo als Bezeichnung für traditionelle Kampf-"Kunst" selbst (jenseits des Sports und der Selbstverteidigung) stellt bereits ein originäres System zur ganzheitlichen Persönlichkeitsentwicklung dar. In der Budopädagogik werden die Inhalte und Methoden sowie spezielle Übungen aus dem Budo (vor allem den traditionellen japanischen Systemen Aikido, Judo, Karatedo, Kempo, Iaido oder den chinesischen wie Tai-Chi und Kung-Fu, den koreanischen Hapkido und anderen fernöstlichen Lehren) zur pädagogisch-therapeutischen Anwendung zielorientiert ausgewählt, zusammengestellt und angepasst, um eine effektive und effiziente Maßnahme im Kontext von Pädagogik, Therapie oder Coaching zu konzipieren. Entscheidend für die Wirksamkeit sind professionelles (wissenschaftlich fundiertes) ressourcenorientiertes und störungsspezifisches methodisches Vorgehen im Sinne des Arrangierens von:
- dem Erleben des eigenen Könnens
- der Entwicklung und Kultivierung von Lernbereitschaft
- sich als Teil einer Gemeinschaft zu erleben
- der klare Satz von Regeln und Ritualen
- die authentische autoritative Beziehung, deren Qualität maßgeblich vom Budopädagogen abhängt
- und Betrachtungsweisen des eigenen Umgangs mit Denken, Fühlen und Verhalten aus traditionellen und modernen Quellen.

Budopädagogik wird u. a. therapiebegleitend und -unterstützend vor allem in der Kinder- und Jugendpsychiatrie und -Psychotherapie eingesetzt; hier auch „Budotherapie“ genannt.
Der Begriff Budopädagogik und die sich darauf beziehenden Ausbildungen zur Budopädagogin/zum Budopädagogen sind als geistiges Eigentum urheberrechtlich geschützt. Der Schutz bezieht sich auf geltendes Recht für eine Dienstmarke beziehungsweise eine etablierte Dienstleistung und das Geistige Eigentum des Urhebers, auch ohne dass dazu eine Eintragung beim Patentamt notwendig wäre. Eine solche Eintragung ist allein aufgrund des enthaltenen ubiquitären Allgemeinbegriffes "Pädagogik" nicht möglich. Seit Mitte der 1980er Jahre ist der Begriff jedoch in wissenschaftlicher Form und am Markt als Dienstleistungsangebot (Bildung) sowie Methode etabliert und fest mit dem Begründer (Spiritus Rector) des Konzepts und den Publikationen einschlägiger Literatur verbunden. Das Institut für Budopädagogik (IfBP) und der Berufsverband der Budopädagogen (BvBP e. V.) sind die einzigen Instanzen, die zur Zertifizierung von Angeboten und zur Qualitätssicherung beruflicher Standards berechtigt sind. Erfolgreiche Konzepte finden oft Nachahmer, die jedoch weder mit dem Original zu verwechseln sind, noch vom Berufsverband anerkannt werden.

## Grundlagen
Grundlegende Fragestellungen der Budopädagogik sind im Wesentlichen:
- Der Unterschied zwischen Kampfsport und Kampfkunst (Budo) zur Differenzierung ihrer völlig verschiedenen pädagogischen Wirkungen auf die Ausübenden und Teilnehmer eines konkreten Angebots
- Die 6 Wesenselemente des Budo als konzeptioneller Kern der Ausbildung und Ausübung, sie entsprechen 6 japanischen Lehrinhalten- und -prinzipien:
  - Bu – Kampf: Bu beinhaltet die jeweilige Sammlung von körperlichen Übungen des für ein Angebot primär ausgesuchten Stiles (wie z. B. Judo, Iaido, Kempo, Tai-Chi, Qigong, Taekwondo[6] oder vergleichbare Systeme). Darüber hinaus beinhaltet Bu auch das Wissen der jeweiligen Kunst über dabei relevante soziale, emotionale und kognitive Gesetzmäßigkeiten der Übungen als Handwerk.
  - Do – Weg: Lernbereitschaft zu wecken und lebendig zu halten ist Teil traditioneller Wegkunst. Dabei gibt es typische Herausforderungen und Stolpersteine.[7]
  - Dojo – Trainingshalle: Das Dojo meint einerseits den Ort, an dem der Weg geübt wird und andererseits die Gruppe der dort Übenden als intensive Gemeinschaft Gleichgesinnter. Die dem Budo entsprechende Gestaltung der Räumlichkeiten, oft auch im Stile des Zen (Altar/Shomen) und die dort an den Tag gelegten typischen Umgangsformen erlauben erst, sich mit den tieferen Inhalten der Übungen zu beschäftigen.
  - Shitei – Lehrer-Schüler-Beziehung: Die intensive persönliche Beziehung zwischen Lehrer und Schüler bestimmt die Qualität der Vermittlung der Kampfkunst. Dabei ist in der Budopädagogik Professionalität und Persönlichkeit entscheidend, um eine fruchtbare Lehrer/Meister-Schüler- bzw. Pädagogen-Klienten-Beziehung herzustellen.
  - Reihō – Demut: Etikette(Regeln), traditionelle Routinen und Rituale bieten Anhaltspunkte, Orientierung und Sicherheit während des Unterrichts und im Dojo.
  - Zen – Geist: Ziel einer Maßnahme ist die subjektive Verbesserung der eigenen problemauslösenden oder -aufrechterhaltenden Situation eines Teilnehmers. Dementsprechend ist die Kampfkunst das Medium für die Entwicklung von Fähigkeiten und Fertigkeiten jenseits des Dojo.

Darüber hinaus werden originäre und aktuelle Quellen zu folgenden Themen bearbeitet:
- Theorie und Übungspraxis der fernöstlichen Kampfkünste als Medium der Erziehung und Persönlichkeitsbildung
- Verknüpfung mit aktuellen Forschungsergebnissen aus den Fächern Sozial-, Sport- und Sonderpädagogik
- sowie deren Nachbargebieten der Lern-, Entwicklungs- und Klinischen Psychologie (Pflichtliteratur und Seminarmaterialien)
- Präsentation erprobter und evaluierter Modellprojekte und etablierter Konzepte
- Anwendung moderner Pädagogikmethoden sowie des Projektmanagements, wie Zielgruppenanalyse oder
- Festlegung von Makro-, Meso- und Mikrozielen sowie konkrete Curricula
- Umsetzung ausgewählter systematischer Übungensfolgen, zielgruppengerecht und problemlösungsorientiert umgesetzt

## Aufbau der Weiterbildung
Anfangs (von 1999 bis 2011) richtete das Institut für Jugendarbeit des Bayerischen Jugendrings mit dem Begründer als fachlichem Leiter und in Zusammenarbeit mit dem Institut für Budopädagogik (IfBP) in Stade die Weiterbildung zum Budopädagogen / zur Budopädagogin für Pädagogen/Pädagoginnen mit Kampfkunsterfahrung sowie Kampfkunstlehrern mit Erfahrung im Kinder- und Jugendtraining bzw. der sozialen Kinder- und Jugendarbeit aus. Mit dem 7. Studienseminar (2011–13) wurde die berufsqualifizierende Weiterbildung allerdings nur noch vom Institut für Budopädagogik (IfBP) selbst angeboten und durchgeführt, auch um die Internationalisierung, Akademisierung und Verwissenschaftlichung des Fachgebiets voranzutreiben. Das Curriculum der berufsbegleitenden Weiterbildung umfasst 9 Module an 31 Tage und wird über einen Zeitraum von eineinhalb Jahren durchgeführt. Die einzelnen Einheiten/Module werden in Deutschland, der Schweiz und Österreich sowie in Schweden mit freien und staatlichen Bildungsträgern als Kooperationspartner und ausgewiesenen Referenten zu Spezialgebieten (z. B. Neurobiologie, Verhaltensbiologie) durchgeführt. Seit 2008 werden vom Berufsverband und Ausbildungsinstitut jährlich internationale Kongresse ausgerichtet, in denen der Fachöffentlichkeit in Vorträgen und Workshops Einblicke in die Theorie und Praxis der Budopädagogik vermittelt werden. Bisher fanden diese abwechselnd in der Schweiz oder Deutschland statt, 2014 erstmals auch in Österreich. Seit 2011 ist auch in Österreich Budopädagogik ein Bestandteil im Diplom-Lehrgang Sozialpädagogik; angeboten erstmals von der Sozialen Initiative (Gemeinnützige GmbH, Linz). Seit 2012 wird die Ausbildung zur/zum Diplom-Budopädagogin/Budopädagogen in Österreich angeboten (Institut Bildungshaus Breitenstein).
Ziel der berufsqualifizierenden Weiterbildung ist es, die Absolventen dazu zu befähigen, im Medium der Kampfkunst zielgruppen- bzw. einrichtungsbezogene Konzepte und wissenschaftlich fundierte Angebote/Projekte zu entwickeln und durchzuführen.  Dabei gilt es, Lernprozesse je nach Zielgruppe methodisch-didaktisch wissenschaftlich fundiert zu strukturieren und evaluierend zu reflektieren. Durch ausbildungsbezogene Praxisseminare, durch Einbeziehung von Referenten (vor allem auch den etablierten "Masters") aus ausgewählten Praxisfeldern (Pädagogik, Therapie, Coaching) und durch die Begleitung und Supervision der individuellen Praxisprojekte der Teilnehmer soll der Transfer in die eigene berufliche Budo- und Budopädagogik-Praxis systematisch geplant und initiiert werden.
Dabei richtet sich die Weiterbildung vor allem an Erzieher, Pädagogen, Sozialpädagogen, Psychologen und artverwandte Berufe mit Kampfkunsthintergrund und an Kampfkunstlehrer mit Bezug zur erzieherischen, sozialen oder therapeutischen Kinder- und Jugendarbeit oder vergleichbaren sozialen und therapeutischen Betätigungsfeldern sowie Entscheidungsträger in entsprechenden Organisationen und Institutionen (Schule, Heimerziehung, Strafvollzug, Psychiatrie oder Verband und Verein).
Zurzeit gibt es für Budopädagogen drei Ausbildungs-Grade: Zertifizierter Budopädagoge (1. Grad – „Practitioner“), seit 2012 gibt es die ersten „Master“ (nicht-akademisch) der Budopädagogik (2. Grad), die sich durch Praxis, Berufserfahrung und eine einjährige berufsbegleitende Master-Weiterbildung mit Prüfung, öffentlichen Workshops und schriftlichem Abschlusswerk dazu qualifizierten und vom Institut für Budopädagogik (IfBP) zertifiziert wurden und „Instructor“ der Budopädagogik (3. Grad). „Instructor“ sind qualifiziert und autorisiert, selbständig als zertifizierte Kooperationspartner des IfBP spezielle budopädagogische Weiter- und Fortbildungen durchzuführen. 2014 begannen die ersten Ausbildungen zum „Instructor“, in denen die „Master“ abschließend zu autonomen Veranstaltern von Seminaren und Fortbildungen sowie den hauptamtlichen Lehrbeauftragten des IfBP graduieren.

## Berufsverband der Budo-Pädagogen und Budo-Pädagoginnen e. V.
Seit 2000 besteht auch ein Berufsverband für Budopädagogen (BvBP), der sich der „Förderung, Verbreitung und Qualitätssicherung der Budo-Pädagogik sowie der Interessenvertretung der ausgebildeten und als Mitglieder organisierten Budo-Pädagogen und Budo-Pädagoginnen“ widmet.
Er ist seit 2005 ein eingetragener gemeinnütziger Verein (e.V) mit Sitz in Kahl am Main. Seit 2012 firmiert der BvBP e. V. als internationaler Berufsverband, da mit der Ausbildung in den Nachbarländern (Schweiz und Österreich) die berufliche Standesvertretung der Absolventen und Mitglieder, sowie die Sicherung der professionellen Qualitätsstandards auch dort sinnvoll sind.

## Bewährungen
Ressourcenorientierte Budopädagogik und ihre störungssprezifische Anwendung als Therapie haben sich besonders bewährt „zur Steigerung der Selbstsicherheit (assertiveness), zur Verbesserung der Wachsamkeit, Präsenz, Erdung, Zentrierung und Grenzgestaltung, zur Aggressionsklärung und Angstbewältigung“, als „stützende Psychotherapie, bei Depression“, oder bei der Behandlung von ADHS. Insgesamt nimmt die Nachweislichkeit der Effektivität durch wissenschaftliche Evaluation und Studien stetig zu.